# Kyrylo Meličenko
Kyrylo Oleksandrovyč Meličenko (in ucraino Кирило Олександрович Меліченко?; Svitlovods'k, 7 giugno 1999) è un calciatore ucraino, difensore della Dinamo Batumi.

## Carriera

### Club
Cresciuto nel settore giovanile dello Šachtar, nel 2020 viene girato in prestito al Mynaj, con il quale esordisce nella massima serie ucraina. Svincolato poco prima della fine dell'anno, nel gennaio del 2021 si accasa al Mariupol'.

### Nazionale
Ha giocato nella nazionale ucraina Under-18.

## Statistiche

### Presenze e reti nei club
Statistiche aggiornate al 12 marzo 2022.
| Stagione         | Squadra          | Campionato       | Campionato | Campionato | Coppe nazionali | Coppe nazionali | Coppe nazionali | Coppe continentali | Coppe continentali | Coppe continentali | Altre coppe | Altre coppe | Altre coppe | Totale | Totale |
| Stagione         | Squadra          | Comp             | Pres       | Reti       | Comp            | Pres            | Reti            | Comp               | Pres               | Reti               | Comp        | Pres        | Reti        | Pres   | Reti   |
| ---------------- | ---------------- | ---------------- | ---------- | ---------- | --------------- | --------------- | --------------- | ------------------ | ------------------ | ------------------ | ----------- | ----------- | ----------- | ------ | ------ |
| ago.-dic. 2020   | Mynaj            | PL               | 11         | 0          | CU              | 1               | 0               |                    | -                  | -                  |             | -           | -           | 12     | 0      |
| gen.-giu. 2021   | Mariupol'        | PL               | 10         | 1          | CU              | -               | -               |                    | -                  | -                  |             | -           | -           | 10     | 1      |
| 2021-2022        | Mariupol'        | PL               | 12         | 0          | CU              | 0               | 0               |                    | -                  | -                  |             | -           | -           | 12     | 0      |
| Totale Mariupol' | Totale Mariupol' | Totale Mariupol' | 22         | 1          |                 | 0               | 0               |                    | -                  | -                  |             | -           | -           | 22     | 1      |
| Totale carriera  | Totale carriera  | Totale carriera  | 33         | 1          |                 | 1               | 0               |                    | -                  | -                  |             | -           | -           | 34     | 1      |